# Edward Tolman
Pour les articles homonymes, voir Tolman.
Edward Chace Tolman (né le 14 avril 1886 à Newton (Massachusetts), mort le 19 novembre 1959), est un psychologue américain.
Il s'intéressa essentiellement aux problèmes de l'apprentissage dans le cadre du béhaviorisme.
Le comportement, soutient Tolman, ne peut être réduit au schéma « stimulus-réponse ». L'organisme n'est pas seulement « réactionnel » ; il agit en fonction d'une visée qui lui est propre.
Dans sa théorie, Tolman tient compte du béhaviorisme, du fonctionnalisme (cf John Dewey) et de la psychologie de la forme. Son idée, c'est que l'on ne peut se passer de la notion de « dessein », de « but poursuivi », ni chez l'homme ni chez l'animal.
Tolman a également développé le concept de « carte cognitive ».